# Katherine Schwarzenegger
Katherine Eunice Schwarzenegger (Los Angeles, 13 dicembre 1989) è una scrittrice statunitense, primogenita dell'attore e politico Arnold Schwarzenegger e della giornalista Maria Shriver.

## Biografia
Nasce e cresce a Los Angeles, California. È la primogenita dell'attore e politico Arnold Schwarzenegger (di origine austriaca) e la giornalista e autrice Maria Shriver (di origine irlandese e tedesca), la cui madre Eunice è una delle sorelle dell'ex presidente John Fitzgerald Kennedy mentre il padre, Sargent Shriver, era un ambasciatore degli Stati Uniti in Francia e candidato democratico a vicepresidente degli Stati Uniti nelle elezioni del 1972. Ha una sorella minore, Christina Schwarzenegger, e due fratelli minori, Patrick e Christopher Schwarzenegger. Da parte di padre, ha acquisito anche il fratellastro Joseph Baena.

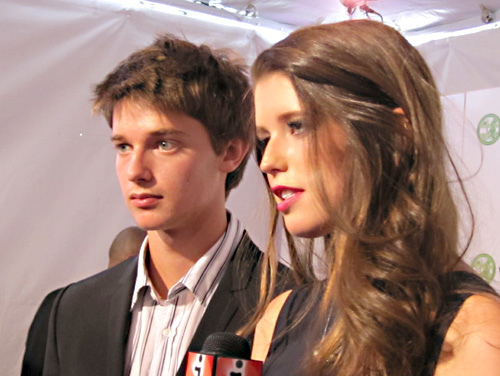
Katherine con suo fratello, Patrick, 17 ottobre 2010

Nel 2010, Schwarzenegger ha scritto un libro intitolato Rock What You've Got: Secrets to Loving Your Inner and Outer Beauty from Someone Who's Been There and Back. Nel libro usa il proprio percorso come mezzo per incoraggiare altre giovani donne ad accrescere la fiducia in loro stesse. Schwarzenegger racconta di come è riuscita a sconfiggere, tramite l'esercizio e lo yoga, i problemi di autostima sperimentati durante la prima adolescenza, legati soprattutto al proprio aspetto fisico.
Dopo essersi laureata alla University of Southern California nel 2012, incerta sulla carriera professionale da voler intraprendere, Schwarzenegger cerca consiglio in diverse persone, tra cui atleti, cantanti, imprenditori e attori. Successivamente decide di raccogliere quanto appreso da questi incontri nel suo secondo libro — I Just Graduated . . . Now What?— che viene pubblicato nel 2014 come una "guida di sopravvivenza" per neolaureati.
Nel 2017 Schwarzenegger dà alla luce un libro per bambini, Maverick and Me. Il libro narra di come Schwarzenegger salvò e successivamente adottò il suo cane, Maverick. Usando la propria esperienza, il libro sottolinea i benefici del salvataggio e dell'adozione degli animali domestici. Parlando della propria esperienza come di una "adozione fallita" (nel senso di una casa adottiva che diviene poi definitivamente casa), il libro sottolinea i benefici dell'adozione e del salvataggio degli animali domestici.
Schwarzenegger è ambasciatrice dell'American Society for the Prevention of Cruelty to Animals nonché sostenitrice della Best Friends Animal Society.

## Vita privata
Nel giugno 2018 ha iniziato una relazione con l'attore Chris Pratt, che ha ufficializzato pubblicamente il 13 gennaio 2019.
L'8 giugno 2019 Pratt e Schwarzenegger si sono sposati a Montecito, California. Il 10 agosto 2020 è nata la loro primogenita, Lyla Maria; il 22 maggio 2022 la coppia ha una seconda figlia, chiamata Eloise Christina. L'8 novembre 2024 è nato il terzo figlio della coppia, Ford Fitzgerald.

## Opere
- Katherine Schwarzenegger, Rock What You've Got: Secrets to Loving Your Inner and Outer Beauty from Someone Who's Been There and Back, Voice Publishing, 2010, ISBN 1-4013-4143-8.
- Katherine Schwarzenegger, I Just Graduated ... Now What?: Honest Answers from Those Who Have Been There, Crown Archetype, 2014, ISBN 978-0385347204.
- Katherine Schwarzenegger, Maverick and Me, 2017, ISBN 978-0824956875.